# España en los Juegos Paralímpicos de Pyeongchang 2018
La participación de España en los Juegos Paralímpicos de Pyeongchang 2018 ha sido la décima actuación paralímpica de los deportistas españoles en los Juegos Paralímpicos de Invierno, que se vienen realizando desde 1976. Ha estado representada por cuatro deportistas, tres hombres (uno de ellos guía) y una mujer.

## Equipo
España envió cuatro personas a los Juegos Paralímpicos de Pyeongchang 2018, en las especialidades de snowboard y esquí alpino.
| Nombre                    | Deporte           | Clasificación | Evento                                                             | Ref   |
| ------------------------- | ----------------- | ------------- | ------------------------------------------------------------------ | ----- |
| Astrid Fina               | para-snowboarding | SB-LL2        | Snowboard cross, Snowboard eslalon                                 | [ 3 ] |
| Miguel Galindo Garces     | Para-esquí alpino | Guía          | eslalon, eslalon gigante, súper gigante, súper combinada, descenso |       |
| Víctor González Fernández | para-snowboarding | SB-LL1        | Snowboard cross, Snowboard eslalon                                 |       |
| Jon Santacana             | Para-esquí alpino | B2            | eslalon, eslalon gigante, súper gigante, súper combinada, descenso |       |

## Medallistas
El equipo paralímpico español obtuvo las siguientes medallas:
| Nombre        | Deporte      | Evento                                       |
| ------------- | ------------ | -------------------------------------------- |
| Oro           |              |                                              |
| —             |              |                                              |
| Plata         |              |                                              |
| Jon Santacana | Esquí alpino | Supercombinada discapacidad visual masculina |
| Bronce        |              |                                              |
| Astrid Fina   | Snowboard    | Campo a través SB-LL2 femenino               |